# Pedro Casciaro Parodi
Pedro Casciaro Parodi (Cartagena, 24 de marzo de 1889 - Pamplona, 10 de febrero de 1960) fue un historiador y político español.

## Biografía
Pedro pertenecía a una familia de ascendencia italo-inglesa. Era hijo de Julio Casciaro, un graduado en Leyes, que vivía en Torrevieja (Alicante), donde la familia tenía una finca de campo llamada Los Hoyos. El abuelo de Pedro, Peter Casciaro, era un empresario inglés, -nacido en Londres-. Se había especializado en mineralogía y contabilidad. Había construido la línea de ferrocarril que unía Medina del Campo y Salamanca.
En 1914 se casó con Emilia Ramírez, en una capilla de la finca Los Hoyos. El matrimonio tuvo tres hijos: Pedro (1915), María de la Soledad y José María (1923).

### Formación académica y actividad profesional
Pedro se licenció y doctoró en Filosofía y Letras, sección de Historia, por la Universidad Central de Madrid. Su tesis doctoral De los motines de Aranjuez a las Conferencias de Bayona, fue defendida el 17 de febrero de 1917. Poco después fue nombrado catedrático interino de Historia de España en la recién creada Universidad de Murcia.
En las oposiciones a cátedra de Instituto sacó el segundo puesto en Geografía e Historia, por lo que obtuvo plaza en Vitoria, en septiembre de 1922. Pero, como quería quedarse en el Levante, en cuanto pudo conmutó dicha plaza por la de Albacete, donde llegó a ser vicedirector y director del Instituto de enseñanza media entre 1935 y 1939. En la capital manchega, estableció numerosas amistades. Fue nombrado director de la Escuela de Trabajo, y construyó un nuevo edificio para albergar al instituto del que fue director. También creó e instaló el Museo Provincial de Albacete, a través del cual impulsó diversas excavaciones arqueológicas en Hellín.
En 1928 fue nombrado miembro correspondiente de la Real Academia de la Historia.

### La política: Republicanismo moderado
Con la caída de la monarquía de Alfonso XIII, se afianzó en él un republicanismo moderado, de corte liberal, y se afilió al partido Acción Republicana. En las elecciones municipales resultó elegido concejal por Albacete. Preocupado por la clase obrera, formó parte de uno de los tribunales creados con Miguel Primo de Rivera para dirimir conflictos entre patronos y obreros.
Los malos resultados de Acción Republicana en las elecciones generales de 1933, provocaron su transformación en un nuevo partido fundado por Manuel Azaña, denominado Izquierda Republicana (1934) de corte izquierdista burgués, no marxista.
En las elecciones del 16 de febrero de 1936, la victoria del Frente Popular provocó un cambio tanto en la Diputación de Albacete como en el Ayuntamiento de la capital y en otras poblaciones. El concejal Casciaro fue nombrado Teniente de alcalde de Albacete.
La llegada de la Segunda República provocó en Albacete, como en tantas otras pequeñas poblaciones españolas, una polarización política entre derecha e izquierda. Dicha polarización se dio entre los integrantes de la sociedad albacetense: terratenientes, empleados de la adminitración pública, profesionales de diversas especializaciones, industriales, miembros de clase media modesta, obreros. Casciaro fue conocido, como un intelectual comprometido de izquierdas.
Pese ser agnóstico, Pedro acompañaba a su mujer a misa los domingos y festivos. Hasta que se publicó un artículo en un diario local con el título "Laicismo, pero no para mi casa", en el que se atacaba su presencia en celebraciones religiosas. Desde entonces, Pedro dejó de asistir a cualquier ceremonia religiosa.

### Guerra civil española
Al triunfar el Golpe de Estado de julio de 1936 en Albacete, Casciaro Parodi, que ostentaba el cargo de Teniente de alcalde de Albacete, fue encarcelado junto con otros republicanos. El 4 de agosto, el Ejército Popular de la República, con la ayuda de la InfanterÍa de marina y milicianos procedentes de Cartagena, conquistaron la ciudad. Comenzaron a actuar los tribunales populares Pedro fue puesto en libertad y nombrado Presidente del Frente Popular en la Provincia, y poco después, Presidente de la Junta de Defensa del Patrimonio Artístico. Desde ese puesto, salvó valiosas obras de arte religioso, entre las que se encuentra la talla de la Virgen de los Llanos, Patrona de Albacete.
Durante la guerra civil, Casciaro Parodi salvó la vida de varios sacerdotes y religiosos como aparece atentiguado en su Expediente de Depuración, que se le abrió al regresar del exilio. Su propia casa se convirtió en un lugar seguro para guardar la Eucaristía.

### Exilio
La inminente victoria del ejército franquista en la contienda civil precipitó la marcha de Casciaro Parodi hacia Alicante el 25 de marzo. Desde ese puerto mediterráneo embarcó junto con otros exiliados, en un barco que les llevó a Orán, que en aquella época formaba parte de la Argelia francesa. Allí consiguió salir del campo de refugiados e irse a vivir a la casa de los Martin, un matrimonio francés, que eran catedráticos de Geografía e Historia y de Latín en el liceo de segunda enseñanza de Orán. Casciaro Parodi dio clases en ese liceo.
En junio de 1940, gracias a las gestiones realizadas por su hijo Pedro a través de la embajada francesa, Emilia Ramírez pudo reunirse con su marido, Casciaro Parodi.

### Regreso a España y últimos años
En 1947 concluyó el exilio del matrimonio Casciaro Ramírez. Acogiendose al Decreto de la Jefatura del Estado del 9 de octubre de 1945, por el que se permitía el regreso de los exiliados que no tuvieran delitos de sangre, la pareja regresó a España.
El 30 de septiembre de 1947, el Ministerio de Educación le concedió la plaza de catedrático de Filosofía y Letras en el Instituto de Enseñanza Media de Aranda de Duero (Burgos), donde desarrolló su docencia hasta 1957.
En 1951 el matrimonio asistió a la ordenación sacerdotal de su hijo José María y a su primera Misa solemne en Torrevieja.
En 1957 fue nombrado inspector de enseñanza media de la provincia de Murcia, donde permaneció hasta su jubilación en marzo de 1959. Al año siguiente falleció en Pamplona.